# Gary Corbett
Gary Corbett (Tennessee, 15 de julio de 1958-14 de julio de 2021) fue un teclista y compositor estadounidense, conocido por su participación en los grupos Kiss y Cinderella.

## Biografía

### Carrera
Corbett fue el teclista de la banda Kiss entre 1987 y 1992, y participó en las giras promocionales de los álbumes Crazy Nights, Hot in the Shade y Revenge. Según el propio músico, la decisión de incluir un teclista en las giras de la banda fue decisión de Paul Stanley. Ha trabajado además como músico de sesión y de gira con otras agrupaciones y artistas como Cinderella, Ziggy Marley, Cyndi Lauper, Molly Hatchet y Joe Lynn Turner, entre otros.

### Problemas de salud
En junio de 2021 anunció públicamente que se encontraba luchando contra un agresivo cáncer de pulmón que hizo metástasis en su cerebro y su cadera. Para cubrir los gastos del tratamiento, inició una campaña en la plataforma GoFundMe. El 14 de julio falleció a consecuencia de dicho cáncer a los 62 años un día antes de cumplir 63 años. Murió el mismo día que el guitarrista de Cinderella, Jeff LaBar